# Rainier (Washington)
Rainier és una població dels Estats Units a l'estat de Washington. Segons el cens del 2000 tenia 1.492 habitants.

## Demografia
Segons el cens del 2000, Rainier tenia 1.492 habitants, 530 habitatges, i 410 famílies. La densitat de població era de 355,6 habitants per km².
Dels 530 habitatges en un 40,9% hi vivien nens de menys de 18 anys, en un 61,9% hi vivien parelles casades, en un 10,9% dones solteres, i en un 22,5% no eren unitats familiars. En el 17,7% dels habitatges hi vivien persones soles el 4,5% de les quals corresponia a persones de 65 anys o més que vivien soles. El nombre mitjà de persones vivint en cada habitatge era de 2,82 i el nombre mitjà de persones que vivien en cada família era de 3,17.
Per edats la població es repartia de la següent manera: un 30,6% tenia menys de 18 anys, un 7% entre 18 i 24, un 32,1% entre 25 i 44, un 21,8% de 45 a 60 i un 8,6% 65 anys o més.
L'edat mediana era de 34 anys. Per cada 100 dones de 18 o més anys hi havia 95,5 homes.
La renda mediana per habitatge era de 42.955 $ i la renda mediana per família de 44.226 $. Els homes tenien una renda mediana de 34.609 $ mentre que les dones 27.375 $. La renda per capita de la població era de 16.636 $. Aproximadament el 6,6% de les famílies i el 6,8% de la població estaven per davall del llindar de pobresa.

## Poblacions properes
El següent diagrama mostra les poblacions més properes.